# Трудовой мигрант
Трудовой мигрант в понимании конвенции ООН — лицо (трудящийся), которое будет заниматься, занимается или занималось оплачиваемой деятельностью в государстве, гражданином которого он или она не является (мигрант).
Для законной деятельности трудовой мигрант (и члены его семьи) должен получить разрешение на въезд, пребывание и оплачиваемую деятельность в государстве работы по найму в соответствии с законодательством этого государства и международными соглашениями, участником которых это государство является.
Трудовые мигранты и члены их семей могут свободно покидать любое государство, включая государство своего происхождения. Это право не должно подлежать каким-либо ограничениям, за исключением тех, которые предусматриваются законом, необходимы для охраны национальной безопасности, общественного порядка (англ. order public), здоровья или нравственности населения или прав и свобод других лиц.

## Правовое регулирование

### Договоры системы ООН
Формальный статус трудового мигранта определяется «Конвенцией МОТ о работниках-мигрантах», изначальная версия которой принята в 1939 году, и была пересмотрена в 1949 году (пересмотренная версия вступила в силу в 1952 году). В 1975 году была принята «Конвенция о злоупотреблениях в области миграции и об обеспечении работникам-мигрантам равенства возможностей и обращения», вступившая в силу в 1978 году.
Международная конвенция о защите прав всех трудящихся-мигрантов и членов их семей, принята резолюцией 45/158 Генеральной Ассамблеи ООН от 18 декабря 1990 года. Вступила в силу 1 июля 2003 года.

### Договоры в рамках СНГ
«Соглашение о сотрудничестве в области трудовой миграции и социальной защиты трудящихся-мигрантов» (1994) и протокол о внесении изменений и дополнений в данное соглашение (2005).
«Конвенция о правовом статусе трудящихся-мигрантов и членов их семей государств — участников Содружества Независимых Государств», принята в 2008 году, на 2009 год в силу пока не вступила.

### Договоры Совета Европы
«Европейская конвенция о правовом статусе трудящихся-мигрантов», принята 24 ноября 1977 года, вступила в силу 1 мая 1983 года
Европейская социальная хартия — статья 19.

## Международный день мигранта
Генеральная Ассамблея ООН, воодушевленная растущей заинтересованностью международного сообщества в эффективной и всесторонней защите прав человека всех трудящихся-мигрантов, постановила провозгласить 18 декабря — день принятия Международной конвенции о защите прав всех трудящихся-мигрантов и членов их семей — Международным днем мигранта, подчеркнув этим потребность в дальнейших усилиях по обеспечению уважения прав человека и основных свобод всех мигрантов.